# Mopla guttata
Mopla guttata är en insektsart som beskrevs av Henry, G.M. 1940. Mopla guttata ingår i släktet Mopla och familjen gräshoppor. Inga underarter finns listade i Catalogue of Life.